# 重松信弘
重松 信弘（しげまつ のぶひろ、1897年2月24日 - 1983年11月13日）は、日本の国文学者。愛媛大学名誉教授。

## 人物
源氏物語の思想研究における第一人者。没後出版された『源氏物語のこころ』(1990年5月、佼成出版社)には、膨大な重松源氏のエッセンスが凝縮されている。妻の重松みよの著した『藍と紫とえのころ草』は、学者として一生を終えた重松の生涯を細やかな筆致で描いている。
専門の源氏研究以外にも造詣が深く、国学、国語学、仏教思想、近代評論に通じ、多くの弟子を育てた。宮城女子専門学校の教え子たちによる「源氏物語を読む会」は、晩年まで継続された。機関誌『藝文』第16号(1984年10月)は「重松信弘追悼号」として特集を組み、国語学研究の白方勝、近代文学研究の半田美永らが追悼文を寄せている。皇學館大学で薫陶をうけた半田美永は、作家の村上護の紹介で、講談社の『子規全集』の編集事業に関与したという。
「文学のこころ」と「歴史的意義」を説くのが、研究の目的であり、基本であったという。

## 略歴
- 1897年 - 愛媛県松山市に生まれる。
- 1918年 - 愛媛県師範学校を卒業。以後、小学校や師範学校に勤める。
- 1924年 - 東北帝国大学法文学部に入学。1927年に卒業し、同大学法文学部副手・仙台逓信講習所講師・宮城県女子専門学校講師など歴任。
- 1929年 - 宮城県女子専門学校教授。
- 1939年 - 建国大学教授。
- 1945年 - 満洲国の解体により、自然退職。
- 1946年 - 故郷の松山市に引揚。高等学校・専門学校・青年師範学校等に勤務。
- 1949年 - 愛媛大学教育学部教授に就任。
- 1953年 - 愛媛大学教育学部長に就任。
- 1954年 - 東北大学から文学博士の学位を授与される。
- 1962年 - 愛媛大学を定年退官。同大学名誉教授。
- 1965年 - 梅光女学院短期大学教授。
- 1966年 - 皇學館大学教授。梅光女学院短期大学は兼任教授。
- 1970年 - 叙勲三等授瑞宝章。
- 1973年 - 皇學館大学客員教授（1977年まで）。
- 1983年 - 東京都の自宅で逝去。叙正四位。

## 著書
- 『源氏物語関係書解題』（東北大学図書館、1932年）
- 『源氏物語研究史』（刀江書院、1937年）
- 『国語学史概説』（武蔵野書院、1939年）
- 『国学思想』（理想社、1943年）
- 『日本思想史通論』（理想社、1944年）
- 『国語学史綱要』（武蔵野書院、1949年）
- 『改稿国語学史綱要』（武蔵野書院、1957年）
- 『新攷源氏物語研究史』（風間書房、1961年）
- 『源氏物語の構想と観賞』（風間書房、1962年）
- 『源氏物語の仏教思想』（平楽寺書店、1967年）
- 『源氏物語の思想』（風間書房、1971年）
- 『近世国学の文学研究』（風間書房、1974年）
- 『源氏物語の人間研究』（風間書房、1980年）
- 『源氏物語の主題と構造』（風間書房、1981年）
- 『紫式部と源氏物語』（風間書房、1983年）
- 『源氏物語論集』（風間書房、1984年）
- 『源氏物語のこころ』（佼成出版社、1990年）